# Pákey-villa
A kolozsvári Pákey-villa a Majális (Republicii) utca 37. szám alatti ház, amelyet Pákey Lajos, a város főépítésze építtetett magának. Jelenleg a Pszichológiai Intézet működik benne. A romániai műemlékek  jegyzékében a CJ-II-m-B-07454 sorszámon szerepel.

## Jellemzői
Az épület érdekessége abban áll, hogy a lebontásra ítélt régi polgárházak ajtó- és ablakkereteit, faragványait Pákey beépíttette a villába, amely így valóságos építészeti múzeummá vált.
A Mátyás király emlékmű készítésének időszakában Fadrusz János gyakori vendége volt a villának. Rajta kívül a korszak sok jeles művésze is megfordult itt a zenekedvelő házigazda otthonában: Benczúr Gyula, Greuss Imre, Kacziány Ödön, Körösfői-Kriesch Aladár, Roskovics Ignác, Veress Zoltán.
A nyugati oldali ablak a Wolphard–Kakas-házból származik, felirata:
| NIHIL VERITATE FIRMIVS 1581 |

| (Semmi sem erősebb az igazságnál) |

Az északi oldalon látható ablak a Henzler ezüstműves Híd (Wesselényi, Dózsa György, Regele Ferdinand) utcai egyik házából került ide. Felirata: 
| MEMENTO MORI A(nno) D(omini) 1584 |

| (Emlékezz a halálra) |

A feliratot két puttófigura veszi közre, melyek épp az élet lángját oltják ki.

Szintén ebből a házból egy reneszánsz kapumaradvány is a villába került, az északi oldal bejárata felé. Felirata:
| FORTVNA VITREA (est) CVM SPLENDET FRANGITVR HODIE MIHI CRAS TIBI DI IW X 1584 |

| (A szerencse akár az üveg, amikor csillog, eltörik. Ma nekem, holnap neked) |

  
A villa nyugati oldalán levő reneszánsz ajtó felirata:
| DVM RECTE WIVAS NE CVRA VERBA MALORVM A(nno) D(omini) 1 5 8 6 |

| (Míg igazul élsz, ne gondolj a rosszak szavával) |

 
A keleti oldalon ablakszemöldök-töredéket építettek be. Felirata:
| […]IVS HENCZEL WLINVS A. |

A déli oldalon látható BE betűjegyes címerpajzs a Bogner-Gelyén-házból való. A BE monogramm Bogner Imre 16. század végén élt főbíróé.

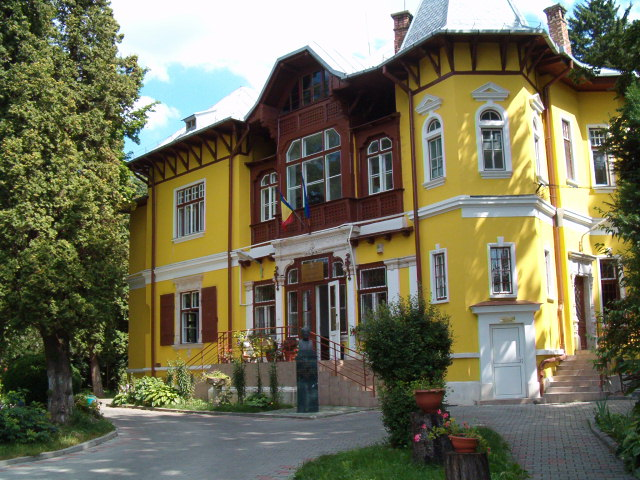
A Pákey-villa
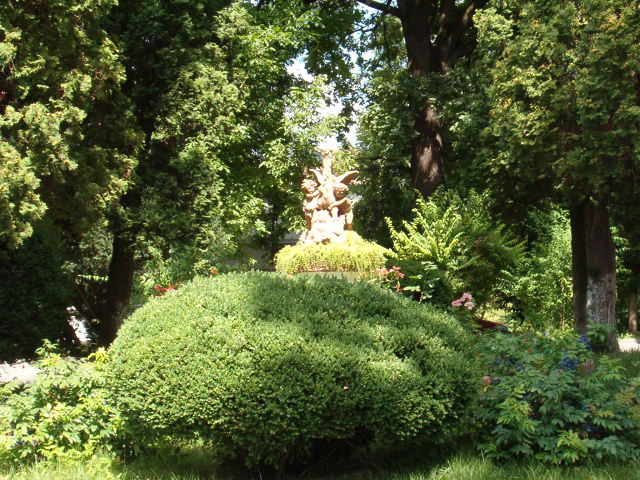
A Pákey-villa kertje